# Inquisitor intertinctus
Inquisitor intertinctus é uma espécie de gastrópode do gênero Inquisitor, pertencente a família Pseudomelatomidae.